# Giải bóng chuyền nữ quốc tế cúp VTV9 – Bình Điền
Giải bóng chuyền nữ quốc tế cúp VTV9 – Bình Điền (tên cũ: MHB Cup, cúp VTV – Bình Điền) là một giải đấu quốc tế được sự phối hợp tổ chức bởi Liên đoàn bóng chuyền Việt Nam, Đài Truyền hình Việt Nam và Công ty cổ phần Phân bón Bình Điền, với sự tham dự của các câu lạc bộ bóng chuyền nữ tại Việt Nam và các đội bóng mạnh đến từ nước ngoài. Giải đấu được tổ chức lần đầu tiên vào năm 2006.
Các mùa giải từ 2020 đến 2023 bị hoãn do ảnh hưởng của đại dịch COVID-19 trên toàn cầu và việc lùi lịch thi đấu của Đại hội Thể thao Đông Nam Á 2021. Kể từ năm 2024, khi giải đấu chính thức trở lại, giải sẽ được tổ chức theo chu kỳ 2 năm 1 lần.

## Kết quả
| 2006 Chi tiết | Long An    | Ngân hàng Công Thương    | 3–1 | VTV Bình Điền Long An    | Bộ Tư lệnh Thông tin        | 3–0 | Vital Thái Bình                 |
| 2007 Chi tiết | Long An    | VTV Bình Điền Long An    | 3–0 | Ngân hàng Công Thương    | Nakhon Ratchasima           | 3–0 | · Myanmar                       |
| 2008 Chi tiết | Đắk Lắk    | Vital Petechim Thái Bình | 3–2 | VTV Bình Điền Long An    | Ngân hàng Công Thương       | 3–2 | Bộ Tư lệnh Thông tin Trust Bank |
| 2010 Chi tiết | Gia Lai    | VTV Bình Điền Long An    | 3–2 | Thông tin Liên Việt Bank | · Đài Bắc Trung Hoa         | 3–0 | PV Oil Thái Bình                |
| 2011 Chi tiết | Đồng Nai   | Thông tin LVPB           | 3–0 | Vietsovpetro             | Giang Tô                    | 3–2 | Lopburi                         |
| 2012 Chi tiết | Hậu Giang  | Giang Tô                 | 3–0 | VTV Bình Điền Long An    | Thông tin LVPB              | 3–1 | Ngân hàng Công Thương           |
| 2013 Chi tiết | Gia Lai    | Thông tin LVPB           | 3–2 | Karaganda                | Ngân hàng Công Thương       | 3–0 | Vietsovpetro                    |
| 2014 Chi tiết | Đắk Nông   | Thông tin LVPB           | 3–2 | VTV Bình Điền Long An    | Ngân hàng Công Thương       | 3–0 | Duy Phường                      |
| 2015 Chi tiết | Quảng Trị  | April 25 SC              | 3–1 | Thông tin LVPB           | Astana                      | 3–1 | VTV Bình Điền Long An           |
| 2016 Chi tiết | Ninh Bình  | Ngân hàng Công Thương    | 3–1 | Giang Tô                 | VTV Bình Điền Long An       | 3–1 | Thông tin LVPB                  |
| 2017 Chi tiết | Tây Ninh   | Bangkok Glass            | 3–1 | VTV Bình Điền Long An    | Vân Nam                     | 3–2 | April 25 SC                     |
| 2018 Chi tiết | Quảng Nam  | Giang Tô                 | 3–2 | Bring It Promotions      | VTV Bình Điền Long An       | 3–0 | Phúc Kiến                       |
| 2019 Chi tiết | Kiên Giang | Tứ Xuyên                 | 3–0 | Bring It Promotions      | U23 Thái Lan                | 3–2 | VTV Bình Điền Long An           |
| 2024 Chi tiết | Đắk Lắk    | PFU BlueCats             | 3–1 | LP Bank Ninh Bình        | Binh chủng Thông tin - TTBP | 3–0 | VTV Bình Điền Long An           |
| 2026 Chi tiết | Tây Ninh   |                          |     |                          |                             |     |                                 |

## Bảng xếp hạng huy chương
| Hạng               | Đoàn                    | Vàng | Bạc | Đồng | Tổng số |
| ------------------ | ----------------------- | ---- | --- | ---- | ------- |
| 1                  | Việt Nam (VIE)          | 8    | 10  | 8    | 26      |
| 2                  | Trung Quốc (CHN)        | 3    | 1   | 2    | 6       |
| 3                  | Thái Lan (THA)          | 1    | 0   | 2    | 3       |
| 4                  | Nhật Bản (JPN)          | 1    | 0   | 0    | 1       |
| 4                  | CHDCND Triều Tiên (PRK) | 1    | 0   | 0    | 1       |
| 6                  | Hoa Kỳ (USA)            | 0    | 2   | 0    | 2       |
| 7                  | Kazakhstan (KAZ)        | 0    | 1   | 1    | 2       |
| 8                  | Đài Bắc Trung Hoa (TPE) | 0    | 0   | 1    | 1       |
| Tổng số (8 đơn vị) | Tổng số (8 đơn vị)      | 14   | 14  | 14   | 42      |

## MVPtheo mùa giải
- 2006 –  Phạm Thị Kim Huệ
- 2007 –  Yaowalak Mahaon
- 2008 –  Pleumjit Thinkaow
- 2010 –  Nguyễn Thị Ngọc Hoa
- 2011 –  Phạm Thị Kim Huệ
- 2012 –  Nguyễn Thị Ngọc Hoa
- 2013 –  Đỗ Thị Minh
- 2014 –  Nguyễn Thị Xuân
- 2015 –  Jong Jin-sim
- 2016 –  Yang Wenjing
- 2017 –  Jong Jin-sim
- 2018 –  Holly Toliver
- 2019 –  Lindsay Stalzer
- 2024 –   Melissa Valdes